# 174361 Rickwhite
174361 Rickwhite è un asteroide della fascia principale. Scoperto nel 2002, presenta un'orbita caratterizzata da un semiasse maggiore pari a 2,5586056 UA e da un'eccentricità di 0,2051874, inclinata di 11,90655° rispetto all'eclittica.